# Ike Perkins
Ikey „Ike“ Perkins (* 30. Juni 1912; † 29. März 1966) war ein US-amerikanischer Jazz-, Blues- und Rhythm-&-Blues-Musiker (Gitarre).
Perkins, der aus Chicago stammte, spielte ab Mitte der 1930er-Jahre bei Albert Ammons & His Rhythm Kings, zu hören in Mile-Or-Mo Bird Rag (1936) und in „Swanee River Boogie“ (u. a. mit Jack Cooley, Israel Crosby). Der Titel gelangte auf #5 der R&B-Charts. In den folgenden Jahren arbeitete er außerdem mit Big Joe Turner, Red Saunders, Bunky Redding, Joe Robichaux, Memphis Slim, Gene Ammons und Joe Williams. Mit seiner Studioband begleitete er die Sängerin Helda Dupuy (Ridin' with the Blues, United 1955). Unter eigenem Namen nahm Perkins mehrere Singles für die Plattenlabel Flame („Organism“, mit Clark Terry, Lonnie Simmons (org), Red Callender), C. J. Records und Colt auf. Der Diskograf Tom Lord listet seine Beteiligung zwischen 1936 und 1955 an 31 Aufnahmesessions.